# ابرام، بیهور
ابرام، بیهور (به لاتین: Abram, Bihor) در رومانی است که در شهرستان بیهور واقع شده‌است.

## خصوصیات
ابرام ۳٬۳۴۶ نفر جمعیت دارد.